# Morenberg

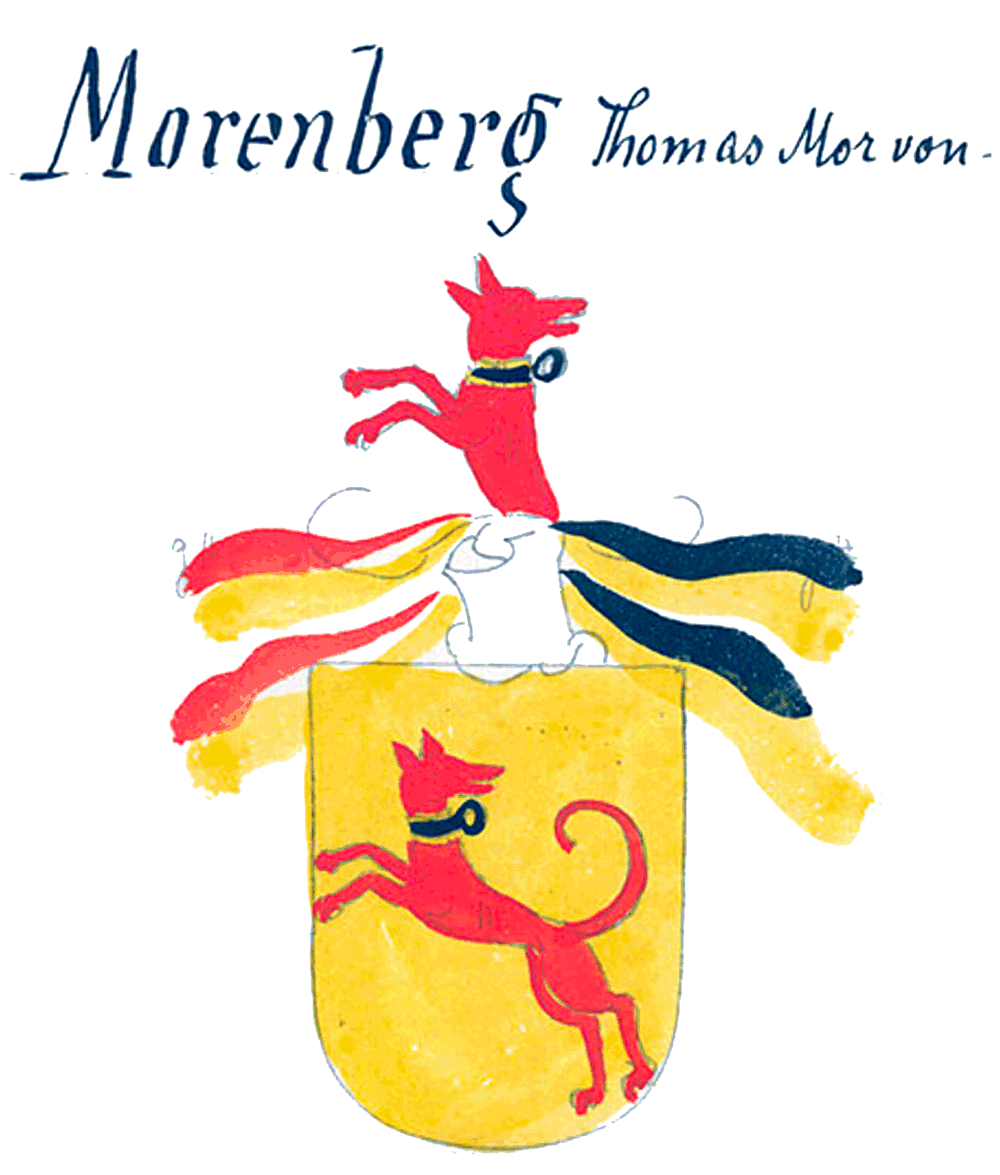
Stammwappen der Morenberg

Morenberg zu Jaufen und Windegg (auch Mor von Morenberg, Morenberger, italienisch de Moris) war der Name eines Adelsgeschlechts aus der südlichen Grafschaft Tirol, das 1700 in den Grafenstand erhoben wurde und 1747 im Mannesstamm erloschen ist. Die Familie ist von den Tiroler Adelsgeschlechtern Mor von Sonnegg zu Morberg und den Grafen Mohr von Lichtenegg, zu denen keine Verwandtschaft bestand, zu unterscheiden.

## Geschichte

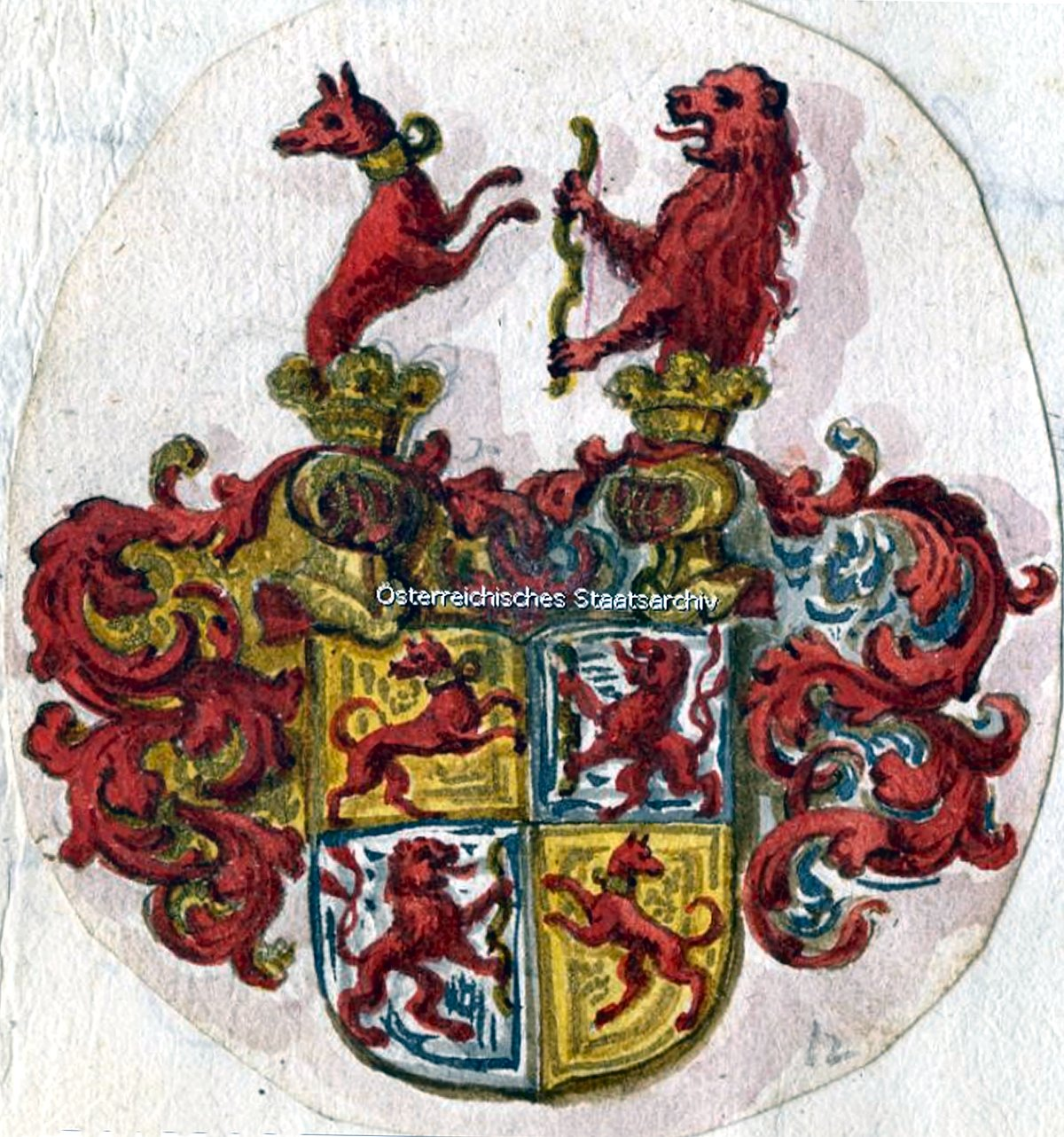
Gemehrtes Wappen der Grafen von Morenberg in Jaufen

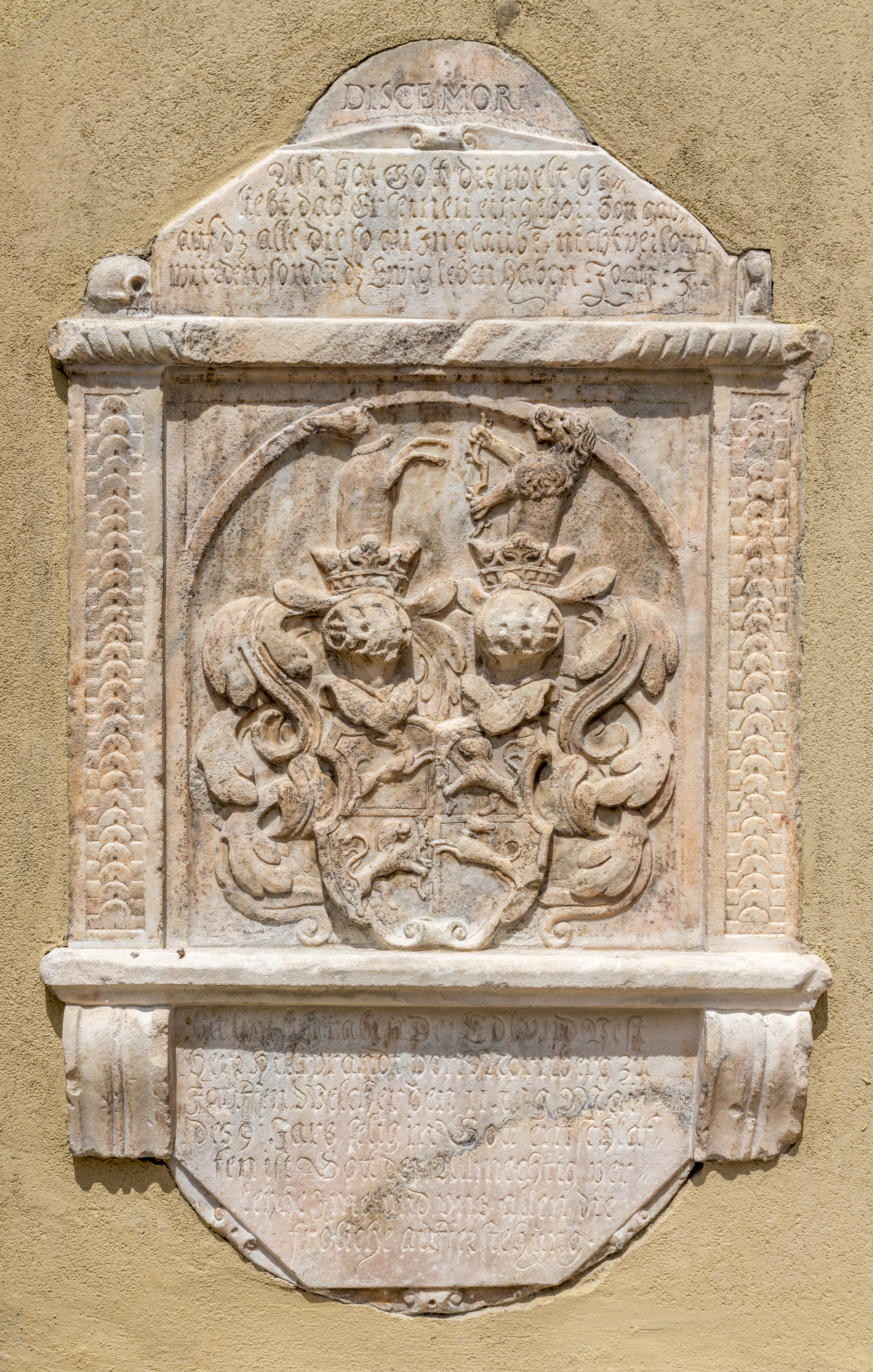
Wappenstein von Hildebrand von Morenberg († 1591) an der Stadtpfarrkirche St. Egid in Klagenfurt

Das Geschlecht erscheint erstmals 1277 mit Florian de Moris auf dem Nonsberg. Ihr Stammsitz war Castel Morenberg über dem Dorf Sarnonico. Um 1380 belehnte der Bischof von Trient den Notar Giovanni de Moris mit der Veste, mit dem die Stammreihe beginnt. Herzog Leopold IV. erklärte Matthäus de Moris für seine Verdienste für steuerfrei. Am 20. März 1510 erhob Kaiser Maximilian I. in Augsburg die Brüder Johann Anton, Nikolaus und Thomas sowie deren Vetter Friedrich Turresan de Moris den rittermäßigen Adelsstand und freite ihr umgebautes Haus Darzess in Sarnonico bei Fondo mit den Namen Morenberg. Durch die Heirat von Thomas 1511 mit Helena von Jaufen kam das Castel Giovo in den Besitz der Familie. Am 29. Januar 1563 erhielt die Familie mit dem Prädikat zu Jaufen und Windegg den Eintrag in die Tiroler Adelsmatrikel. Am 26. April 1567 genehmigte Erzherzog Ferdinand in Innsbruck den Brüdern Franz Maximilian und Veit von Morenberg eine Wappenmehrung mit den erloschenen von Jaufen. Am 12. Januar 1604 erscheint Thomas Mornberg zu Jaufen als Pfleger von Gufidaun. 1700 wurden der Oberstallmeister und fürstlich-paussauer Rat Jakob Christoph von Morenberg, sowie Franz Joachim und deren Neffe Friedrich Anton von Morenberg von Kaiser Leopold I. in den erbländischen Grafenstand erhoben. Das Geschlecht ist 1747 mit dem Stadtrichter von Klausen, Ignaz Thomas Graf von Morenberg im Mannesstamm erloschen. Erben waren die Freiherren von Cles.

## Standeserhebungen
- 20. März 1510 Reichsritterstand
- 29. Januar 1563 Tiroler Adelsstand
- 11. September 1700 erbländischer Grafenstand

## Besitzungen (Auswahl)
- Ansitz Windegg
- Castel Giovo
- Castel Morenberg
- Palazzo Morenberg

## Wappen
Das Stammwappen zeigt in Gold einen roten widersehenden aufsteigenden Windhund. Das gemehrte (gevierte) Wappen von 1567 zeigt in den Feldern 1 und 4 den Windhund, in den Feldern 2 und 3 in Rot den aufgerichteten doppelschwänzigen silbernen Löwen der † Jaufen.